# ザ・プロファイラー〜見た通りに話せ〜
『ザ･プロファイラー～見た通りに話せ～』（본 대로 말하라）は韓国の連続テレビドラマである。

## あらすじ
全てを失った天才プロファイラーと、一度見た場面をそのまま記憶する能力を持つ刑事が、死んだと思われていた連続殺人犯を追跡する五感サスペンススリラードラマ。

## キャスト

### 主要登場人物
オ・ヒョンジェ
演 - チャン・ヒョク
天才プロファイラー。長期未解決事件をプロファイリング技法で解決した最高の犯罪心理分析官。
チャ・スヨン
演 - スヨン(子役：キム・スイン)
ムチョン市ホンウン地区隊巡査。一度見たものを写真のように思い出すピクチャリング能力を持つ。強力係刑事の夢を持ち、正義感と意欲溢れる広域捜査隊刑事として勤務中。
ファン・ハヨン
演 - チン・ソヨン
広域捜査隊のチーム長。知能犯罪捜査部、特殊事件専門班等を経験。ヒョンジェが現職だった頃の指導役。

### オ・ヒョンジェ周辺の人物
ハン・イス
演 - イ・シウォン
美しい容貌で、溌剌とした性格を持つ優れたチェリスト。オ・ヒョンジェの婚約者。

### チャ・スヨン周辺の人物
チャ・マンソク
演 - ハ・ソングァン
スヨンの父親。ろう者。スヨンが唯一心を開いて話し合う相手。田舎の人工貯水池で釣り堀を管理し、小さなスーパーを経営している
チャ・スヨンの母
演 - ぺ・ジョンファ
ろう者。20年前に交通事故に遭い亡くなってしまう。
カン・ドンシク/キム・ヨハン
演 - ウム・ムンソク（子役：チェ・ヒョンジュ)
ホンウン地区隊巡査。スヨンのパートナーであり先輩。

### 広域捜査隊
チェ・ヒョンピル
演 - チャン・ヒョンソン
広域捜査隊捜査課長。階級は総警。 組織が存在してこそ犯人を捕まえることができるという信念で、組織のためにはいかなることも厭わない。
ヤン・マンス
演 - リュ・スンス
広域捜査隊の大黒柱。犯罪現場なら躊躇なく駆けつけるベテラン刑事。 豊かな現場経験と親和力で広域捜査隊の主軸を担う。
チャン・テソン
演 - シン・スホ
行動派刑事。言葉より体が先に出る熱血刑事。必死に捜査しヤン・マンス刑事によく従う。
イ・ジミン
演 - ユ・ヒジェ
頭脳派刑事。 原理原則を守るきちんとした刑事の手本。スマートな仕事の処理でチーム内でブレーンを担当。

### 連続殺人犯
シン・ギョンス(イ·ボグァン記者)
演 - キム・パダ
ハッカ飴連続殺人鬼。“ヤツ”と呼ばれる連続殺人犯の最も有力な候補。異名はガブリエル。

### その他の人物
キム・ナヒ
演 - ペク・ジウォン
弁護士。
キム・サンギル
演 - ユン・サンファ（若い頃：ムン・スンヨン）
20年前スヨンの母を殺したひき逃げ犯。
キム·ジョンファン
演 - キョン・ソンファン
ヤツの手足、異名はミカエル。現職はカトリック教会の神父で洗礼名はドミニク。
ハ・テシク
演 - チュ・ジンモ (1958年)
暴力団・旧月派のボス。
オム・スタク
演 - シン・スンファン
ハ・テシクの子分。5年前にチェ・ヒョンピルと癒着したハ・テシクの指示を受け、ヤツの遺体を用意し、ヤツの死を世間に知らせる手助けをする。
ナ・ジュンソク
演 - ソン・ヨンギュ
プロファイラーとして現在は主にテレビで活動。「ヤツは死んだ。その事件は終結した」と放送で騒いだのをきっかけに、ヤツに「俺は生きている」という象徴としてターゲットにされ、生放送中に殺された。
アン博士
演 - イ・ヒョンギュン
オ・ヒョンジェの主治医。
チョ・サンギョン
演 - チョ・ヨンジン
ムチョン市警察庁長官。 オ・ヒョンジェが警察に復職するよう助けた。
ハン・ミョンウォン
演 - チェ・ジェソプ
国立科学捜査研究所検死官。
スヨンが住む「原石下宿」の管理人
演 - チャン・テミン
チュ・サガン
演 - ユン・ジョンソク
二重人格者。 蛇毒殺人事件の加害者。ハ・テシクを殺害した犯人であり息子。
パン・テホ
演 - キム・ヨンウン
ムチョン署強力係長。チャ・スヨンの母親ひき逃げ事件の担当刑事。警察にもかかわらず常習的に賭博をして私債に手を出すなど腐敗した刑事。
ポン・ヨンジャ
演 - カン・エシム
無籍車業者、資金主、造園業者運営。
キム・ヨハンの母
演 - オ・チョヒ
ト・ジンチョル
演 - ソ・ドンガプ
広域捜査隊2チームのチーム長。
パク・スンウン
演 - キム・ドンギュン
ムチョン警察庁次長。 階級は警務官。 5年前の警察組織の恥部を覆い隠そうと広域捜査隊2チームにヤツとオ・ヒョンジェを暗殺するよう指示するが失敗。広域捜査隊1チームに逮捕される。
コ・ミンジ
演 - ハ・ジョンミン
犬の「ムンチ」を飼っている。チョン・チャングの被害者。
コムチ
演 - パク・ヤソン
チルソン興業の社員。
キム・ミョンウ
演 - パク・ジフン (1994年)
ナ・ジュンソクの誤ったプロファイリングで濡れ衣を着せられ服役。ナ・ジュンソクへの恨みから殺人未遂を犯す。
ノ・サンチョル
演 - チョ・ワンギ
児童誘拐犯。
キル・ヒョンス
演 - キム・テユル
小学生。
ミン・ヒョンジュ
演 - チョン・スギョ
ウォン・セユン常務の秘書。
ウォン・セユン
演 - イ・ギヒョク
ウォンソグループ常務。
ユンジョン/イ・ユミ
演 - ソ・ウヌ
過去の拉致被害生存者。カフェ店員。ウォンソグループの面接後に拉致され死ぬ危機に瀕したが、オ・ヒョンジェの活躍により広域捜査隊が安全に救助する。
イ・ジソン
演 - イ・ガギョン
5年前にヤツに襲われた被害者。
チョン・チャング
演 - キム・ソハ
獣医。
パク・ジョンウ
演 - ハ・フェジョン
布団工場従業員。

## 放送日程
| 各話   | 放送日  | サブタイトル                                                            |
| ------ | ------- | ----------------------------------------------------------------------- |
| 第1話  | 2月1日  | 刹那：極めて短い時間 1/75秒                                             |
| 第2話  | 2月2日  | 残像(Ghost Image)：光やイメージに対する錯視現象                         |
| 第3話  | 2月8日  | 痕跡(Evidence)：出来事のあとに残るもの                                  |
| 第4話  | 2月9日  | シグニチャー(Signature)：象徴、特徴、独創的な技術                       |
| 第5話  | 2月15日 | 非注意性盲目(Inattentional Blindness)：認知バイアスの一種、見落とし現象 |
| 第6話  | 2月16日 | 速度：運動物体の単位時間あたりの変位                                    |
| 第7話  | 2月22日 | 反射(Reflection)：波動が物体から跳ね返る現象                            |
| 第8話  | 2月23日 | 変数(Variable)：条件に応じ常に変わりうる数                              |
| 第9話  | 2月29日 | 錯視(Optical illusion)：視覚的錯覚の一種                                |
| 第10話 | 3月1日  | デカルコマニー(Decalcomanie)：左右対称の絵を描く技法                    |
| 第11話 | 3月7日  | サイコロ(Dice)：出目が勝敗を決める道具                                  |
| 第12話 | 3月8日  | 動作(Motion)：動き またはその様子                                       |
| 第13話 | 3月14日 | 無作為性(Random)：予測不可能な性質                                      |
| 第14話 | 3月15日 | 暴発(Explosion)：物質の急変による多量のエネルギー放出                   |
| 第15話 | 3月21日 | トリニティー(Trinity)：三位一体、3人組                                  |
| 第16話 | 3月22日 | 傲慢な目、ウソをつく舌、血に染まる手（箴言6章17節）                     |

## スタッフ
- 監督 - キム・ホンソン（『ボイス〜112の奇跡〜』『客 the guest（朝鮮語版）』）
- 脚本 - コ・ヨンジェ（『チャ刑事』）, ハン・ギヒョン
- 演出 - キム・サンフン（『ボイス〜112の奇跡～』）